# Hullekere, Arsikere
Hullekere là một làng thuộc tehsil Arsikere, huyện Hassan, bang Karnataka, Ấn Độ.